# Premi e riconoscimenti di Morgan Wallen
Questa è una lista dei premi e dei riconoscimenti ricevuti da Morgan Wallen.

## Academy of Country Music Awards
- 2020 – Candidatura come New Male Artist of the Year[1]
- 2022 – Album of the Year per Dangerous: The Double Album[2]

## American Music Awards
- 2020 – Candidatura come Favorite Male Artist-Country
- 2020 – Candidatura come Favorite Album-Country per If I Know Me
- 2021 – Candidatura come Favorite Male Artist-Country[3]
- 2021 – Candidatura come Favorite Album-Country per Dangerous: The Double Album[3]
- 2022 – Favorite Male Country Artist
- 2022 – Favorite Country Song per Wasted on You

## ARIA Chart Awards
ARIA assegna un premio fisico a tutti i singoli e a tutti gli album che raggiungono la prima posizione nelle classifiche settimanali australiane.
- 2024 – I Had Some Help (con Post Malone) – #1 Single

## ARIA Music Awards
- 2023 – Candidatura come Best International Artist[5]

## Billboard Music Awards
- 2020 – Candidatura come Top Country Song per Whiskey Glasses
- 2020 – Candidatura come Top Country Album per If I Know Me
- 2021 – Candidatura come Top Song Sales Artist[6]
- 2021 – Top Country Artist[6]
- 2021 – Top Country Male Artist[6]
- 2021 – Top Country Album per Dangerous: The Double Album[6]
- 2021 – Candidatura come Top Country Song per Chasin' You[6]
- 2023 – Candidatura come Top Artist
- 2023 – Candidatura come Top Billboard 200 Artist
- 2023 – Candidatura come Top Radio Songs Artist
- 2023 – Candidatura come Top Song Sales Artist
- 2023 – Candidatura come Top Billboard Global 200 Artist
- 2023 – Top Streaming Songs Artist
- 2023 – Top Country Artist
- 2023 – Top Male Country Artist
- 2023 – Top Male Artist
- 2023 – Top Hot 100 Artist
- 2023 – Billboard Music Award for Top Country Touring Artist
- 2023 – Top Country Album per One Thing at a Time
- 2023 – Top Billboard 200 Album per One Thing at a Time
- 2023 – Top Streaming Song per Last Night
- 2023 – Top Country Song per Last Night
- 2023 – Top Hot 100 Song per Last Night
- 2024 – Top Collaboration per I Had Some Help[7]
- 2024 – Candidatura come Top Country Song per I Had Some Help[7]
- 2024 – Candidatura come Top Selling Song per I Had Some Help[7]
- 2024 – Candidatura come Top Hot 100 Song per I Had Some Help[7]
- 2024 – Candidatura come Top Streaming Song per I Had Some Help[7]

## Country Music Association Awards (CMA Awards)
- 2019 – Candidatura come New Artist of the Year
- 2020 – New Artist of the Year
- 2021 – Candidatura come Album of the Year per Dangerous: The Double Album[8]
- 2022 – Candidatura come Entertainer of the Year
- 2022 – Candidatura come Male Vocalist of the Year
- 2023 – Candidatura come Entertainer of the Year
- 2023 – Candidatura come Male Vocalist of the Year
- 2023 – Candidatura come Album of the Year per One Thing at a Time
- 2024 – Entertainer of the Year
- 2024 – Candidatura come Male Vocalist of the Year
- 2024 – Candidatura come Single of the Year per I Had Some Help
- 2024 – Candidatura come Song of the Year per I Had Some Help
- 2024 – Candidatura come Music Video of the Year per I Had Some Help
- 2024 – Candidatura come Musical Event of the Year per I Had Some Help
- 2024 – Candidatura come Musical Event of the Year per Man Made a Bar

## Country Now Awards
- 2021 – Favorite Male Artist[9]
- 2021 – Favorite Album per Dangerous: The Double Album[9]

## CMT Music Awards
- 2019 – Candidatura come Breakthrough Video of the Year per Whiskey Glasses[10]
- 2020 – Candidatura come Male Video of the Year per Chasin You' (Dream Video)

## Grammy Awards
- 2025 – Candidatura come Best Country Song per I Had Some Help
- 2025 – Candidatura come Best Country Duo/Group Performance per I Had Some Help

## iHeartRadio Music Awards
- 2020 – Candidatura come Country Song of The Year per Whiskey Glasses
- 2020 – Best New Country Artist
- 2025 – Candidatura come Song of the Year per I Had Some Help[11]
- 2025 – Candidatura come Best Collaboration per I Had Some Help[11]
- 2025 – Country Song of the Year per I Had Some Help[11]
- 2025 – Candidatura come Best Lyrics per I Had Some Help[11]
- 2025 – Candidatura come Best Music Video per I Had Some Help[11]

## IRMA Chart Number 1 Awards
Il premio è noto anche come Official Irish Charts Awards.
- 2024 – #1 Single per I Had Some Help

## MTV Video Music Awards (VMAs)
- 2024 – Candidatura come Best Collaboration per I Had Some Help[12]
- 2024 – Candidatura come Song of Summer per I Had Some Help[12]

## National Music Publisher's Association Awards (NMPA)
Il premio è assegnato agli autori delle canzoni.
- 18 giugno 2018 – Gold per You Make It Easy (di Jason Aldean)
- 13 agosto 2018 – Platinum per You Make It Easy (di Jason Aldean)
- 27 gennaio 2020 – Gold per Heartless (con Diplo)
- 29 febbraio 2020 – Platinum per Heartless (con Diplo)
- 29 febbraio 2020 – Gold per Chasin' You
- 30 giugno 2020 – Platinum per Chasin' You
- 30 giugno 2020 – Multi-Platinum (2) per Heartless (con Diplo)
- 31 dicembre 2020 – Platinum per More Than My Hometown
- 31 dicembre 2020 – Multi-Platinum (3) per Heartless (con Diplo)
- 31 dicembre 2020 – Multi-Platinum (2) per Chasin' You
- 30 giugno 2021 – Gold per If I Know Me
- 30 giugno 2021 – Multi-Platinum (3) per Chasin' You
- 30 giugno 2021 – Gold per Spin You Around
- 30 settembre 2021 – Multi-Platinum (4) per Heartless (con Diplo)
- 31 dicembre 2021 – Multi-Platinum (2) per Wasted On You
- 31 dicembre 2021 – Gold per Neon Eyes
- 31 dicembre 2021 – Multi-Platinum (3) per More Than My Hometown
- 31 dicembre 2021 – Platinum per Still Goin Down
- 31 dicembre 2021 – Multi-Platinum (2) per One Of Them Girls
- 31 dicembre 2021 – Gold per Dangerous
- 31 dicembre 2021 – Gold per Livin' The Dream
- 31 dicembre 2021 – Platinum per Somebody's Problem
- 31 marzo 2022 – Gold per Talkin' Tennessee
- 31 marzo 2022 – Gold per Not Good At Not
- 31 marzo 2022 – Multi-Platinum (4) per Chasin' You
- 30 giugno 2022 – Platinum per Broadway Girls (con Lil Durk)
- 30 settembre 2022 – Platinum per Talkin' Tennessee
- 30 settembre 2022 – Gold per Had Me By Halftime
- 30 settembre 2022 – Multi-Platinum (5) per Heartless (con Diplo)
- 30 settembre 2022 – Platinum per If I Know Me
- 30 settembre 2022 – Platinum per Spin You Around
- 31 dicembre 2022 – Platinum per Livin' The Dream
- 31 dicembre 2022 – Multi-Platinum (3) per 7 Summers
- 31 dicembre 2022 – Gold per He Went to Jared (con HARDY)
- 31 dicembre 2022 – Gold per Beer Don't
- 31 dicembre 2022 – Gold per Bandaid On A Bullet Hole
- 31 dicembre 2022 – Multi-Platinum (2) per This Bar
- 31 dicembre 2022 – Multi-Platinum (2) per Somebody's Problem
- 31 dicembre 2022 – Gold per Thought You Should Know
- 31 dicembre 2022 – Gold per Wild As Her (di Corey Kent)
- 31 marzo 2023 – Platinum per Thought You Should Know
- 31 marzo 2023 – Multi-Platinum (2) per You Proof
- 31 marzo 2023 – Multi-Platinum (6) per Heartless (con Diplo)
- 31 marzo 2023 – Multi-Platinum (5) per Wasted On You
- 30 giugno 2023 – Multi-Platinum (4) per 7 Summers
- 30 giugno 2023 – Platinum per Bandaid On A Bullet Hole
- 30 giugno 2023 – Platinum per Neon Eyes
- 30 settembre 2023 – Multi-Platinum (5) per More Than My Hometown
- 30 settembre 2023 – Multi-Platinum (4) per You Proof
- 30 settembre 2023 – Platinum per Wonderin' bout the Wind
- 30 settembre 2023 – Multi-Platinum (3) per Somebody's Problem
- 30 settembre 2023 – Platinum per Only Thing That's Gone
- 30 settembre 2023 – Multi-Platinum (2) per Thought You Should Know
- 31 dicembre 2023 – Platinum per Cowgirls
- 31 dicembre 2023 – Platinum per Everything I Love
- 31 dicembre 2023 – Multi-Platinum (4) per Thought You Should Know
- 31 dicembre 2023 – Multi-Platinum (6) per Chasin' You
- 31 dicembre 2023 – Multi-Platinum (2) per Spin You Around
- 31 dicembre 2023 – Gold per Gone Girl
- 31 dicembre 2023 – Platinum per Not Good At Not
- 31 dicembre 2023 – Platinum per I Wrote The Book
- 31 dicembre 2023 – Multi-Platinum (8) per Wasted on You
- 31 dicembre 2023 – Gold per Need a Boat
- 30 settembre 2024 – Gold per Mamaw's House
- 30 settembre 2024 – Gold per Whiskey Whiskey
- 30 settembre 2024 – Gold per Turn You Down

## Official Charts Company Specialist Awards (OCC UK)
I premi sono assegnati dalla Official UK Chart ai progetti che raggiungono la prima posizione settimanale in una classifica.
- 2021 – #1 Official Country Artists Albums Chart per Dangerous: The Double Album
- 2023 – #1 Official Country Artists Albums Chart per One Thing at a Time
- 2024 – #1 Official Singles Chart Update per I Had Some Help
- 2025 – #1 Official Albums Chart per I'm The Problem
- 2025 – #1 Official Albums Chart Update per I'm The Problem
- 2025 – #1 Official Scottish Albums Chart per I'm The Problem
- 2025 – #1 Official Albums Sales Chart per I'm The Problem
- 2025 – #1 Official Physical Albums Chart per I'm The Problem
- 2025 – #1 Official Country Artists Albums Chart per I'm The Problem

## People's Choice Country Awards
- 2025 – Song of the Year per I Had Some Help[16]
- 2025 – Candidatura come Music Video of the Year per I Had Some Help[16]
- 2025 – Candidatura come Crossover Song of the Year per I Had Some Help[16]

## Spotify Billion Streams Plaque
- 2024 – Last Night[17]
- 2025 – I Had Some Help

## Vevo Certified
- 2020 – Up Down[18]
- 2021 – Whiskey Glasses[19]
- 2022 – Chasin' You (Dream Video)[20]
- 2023 – Wasted On You (The Dangerous Sessions)[21]
- 2023 – More Than My Hometown[22]
- 2023 – Broadway Girls (con Lil Durk)[23]
- 2023 – Last Night (One Record At A Time Sessions)[24]
- 2024 – The Way I Talk[25]
- 2024 – Cover Me Up[26]
- 2024 – Thinkin’ Bout Me[27]
- 2024 – I Had Some Help[28]